# 普提雅廷 (市级镇)
普提雅廷（羅馬化：Putyatin），旧称什科托沃-26（Шкотово-26），是俄罗斯滨海边疆区的市级镇，属封闭城市福基诺市管辖，地处滨海边疆区南部同名岛屿西部，是该岛上唯一的聚居地。该镇位于福基诺南、边疆区首府符拉迪沃斯托克（海参崴）东南方，西与另一座市级镇杜奈隔纳济莫夫湾相望。
以叶夫菲米·普提雅廷命名。该地2022年人口有741人；2010年人口887人；2002年人口1,133人；1979年人口2,147人。